# 巴恩冰川
77°36′S 166°26′E / 77.600°S 166.433°E
巴恩冰川是南極洲的冰川，位於羅斯島，流經埃里伯斯火山西坡，終點在該島西部巴恩角和埃文斯角之間，由羅伯特·斯科特率領的英國探險隊發現。